# Psi7 Aurigae
Psi7 Aurigae (ψ7 Aurigae, förkortat Psi7 Aur, ψ7  Aur) som är stjärnans Bayerbeteckning, är en ensam stjärna belägen i den östra delen av stjärnbilden Kusken. Den har en skenbar magnitud på 5,02 och är svagt synlig för blotta ögat där ljusföroreningar ej förekommer. Baserat på parallaxmätning inom Hipparcosuppdraget på ca 8,6 mas, beräknas den befinna sig på ett avstånd på ca 380 ljusår (ca 116 parsek) från solen.

## Egenskaper
Psi7 Aurigae är en orange till röd jättestjärna av spektralklass K3 III. Den har en radie som är ca 24 gånger större än solens och utsänder från dess fotosfär ca 217 gånger mera energi än solen vid en effektiv temperatur på ca 4 300 K. Dess uppmätta vinkeldiameter är, efter korrigering för randfördunkling, 1,96 ± 0,04 mas.